# Родионово-Несветайская
Родио́ново-Несвета́йская — слобода в Ростовской области. Административный центр Родионово-Несветайского района и Родионово-Несветайского сельского поселения.

## География
Слобода расположена на реке Большой Несветай в 40 км к северу от Ростова-на-Дону и в 23 км к юго-западу от Новошахтинска. Райцентр на две части разделяет оживленная автотрасса «Ростов-Новошахтинск».

## История
В конце первой половины XVIII века, с образованием Миусского округа, местность начали заселять донские казаки. Дошла очередь и до земель, где ныне расположен районный центр.
В 1802 году войсковая канцелярия разрешила подполковнику Марку Родионову занять участок земли под поселение. Так был основан посёлок Родионов. Поскольку он стоял на реке Большой Несветай, его стали именовать Родионово-Несветайский. Преобразован затем в слободу Родионово-Несветайскую.

## Население
| 1959 | 1970  | 1979  | 1989  | 2002  | 2010  | 2021  |
| ---- | ----- | ----- | ----- | ----- | ----- | ----- |
| 2375 | ↗3211 | ↗4281 | ↗4957 | ↗6197 | ↗6379 | ↘6207 |

## Достопримечательности
- Храм святителя Николая.[9]